# Castilleja tenuifolia
Castilleja tenuifolia là loài thực vật có hoa thuộc họ Cỏ chổi. Loài này được M.Martens & Galeotti mô tả khoa học đầu tiên năm 1845.